# Ugo II di Chalon
Tebaldo Hugues in francese, Hug in catalano e Hugo in latino (prima metà dell'XI secolo – penisola iberica, 1078) Conte di Chalon, dal 1065 alla morte.

## Origine
Secondo il Recueil des Chartes de Cluny, tomus 3, Ugo era l'unico figlio maschio del Conte di Chalon, Tebaldo di Semur e della moglie, Ermetrude, di cui non si conoscono gli ascendenti.

Secondo il Recueil des Chartes de Cluny, tomus 3, Tebaldo di Semur era figlio del signore di Semur, Goffredo e di Matilde o Elisabetta di Chalon, che, secondo la Histoire de Chalon-sur-Saône, era sorella di Ugo I di Chalon, quindi figlia del Conte di Chalon, Lamberto di Digione e della Contessa di Chalon, Adele di Borgogna, che, secondo lo storico André Duchesne (1584-1640), considerato il padre della storiografia francese, nel suo Histoire généalogique de la maison de Vergy era la figlia del conte di Châlon, d'Autun, di Digione, di Beaune, di Vergy e d'Avalon, conte di Troyes e duca di Borgogna, Giselberto di Chalon e di Ermengarda di Borgogna, figlia del conte di Autun, conte di Auxerre, primo duca dei Burgundi prima col titolo di marchese e poi col titolo di duca di Borgogna ed infine conte di Troyes, Riccardo di Autun detto il Giustiziere, e di Adelaide (?-dopo il 14 luglio 929) figlia del conte di Auxerre e di Borgogna, Corrado II, della famiglia dei Guelfi e di Waldrada.

## Biografia
Suo padre, il conte, Tebaldo morì, nel 1065, a Tolosa, secondo la Histoire de Chalon-sur-Saône, durante il viaggio di ritorno dal pellegrinaggio al santuario di Santiago di Compostela, e fu inumato nel prieuré de Paray-le-Monial, ordre de Saint-Benoît.
Ugo succedette a Tebaldo, come Conte di Chalon, Ugo II.
Secondo la Histoire de Chalon-sur-Saône, nel 1073, fu presente all'assemblea di Palleau, in cui il duca Ugo I di Borgogna restituì alcune proprietà al monastero di Saint-Marcel-lès-Chalon.
Secondo la Histoire de Chalon-sur-Saône, Ugo II morì nel 1075, e fu sepolto nel prieuré de Paray-le-Monial, ordre de Saint-Benoît, mentre secondo altre fonti Ugo II, nel 1078, si recò nella penisola iberica, al seguito del duca di Borgogna, Ugo I, per combattere i Mori, dove, nell'anno successivo, morì.
Dato che Ugo II era morto senza lasciare discendenza, la contea fu richiesta da diversi pretendenti, ed in attesa di una decisione, la reggenza fu assunta dalla sorella di Ugo II, Adelaide di Chalon.

## Matrimonio e discendenza
Ancora secondo la Histoire de Chalon-sur-Saône, Ugo II aveva sposato, Costanza di Borgogna, che, secondo la Ex chronico Ternociensis era figlia del conte di Charolais e di Langres, duca di Borgogna e anche conte d'Auxerre, Roberto I e di Helie di Semur; il matrimonio viene confermato anche da una citazione in un documento della Histoire de l'abbaye royale et de la ville de Tournus, avec les preuves, inerente ad una donazione, datata 1087, del nipote di Costanza, il duca di Borgogna, Oddone I.

Dopo essere rimasta vedova, Costanza, nel 1080, si sposò, in seconde nozze, con Alfonso VI di León, re di Castiglia e di León, che, a sua volta, era rimasto vedovo della sua prima moglie, Agnese di Poitiers, deceduta nel 1078.
Anche questo matrimonio ci viene confermato da una citazione in un documento della Histoire de l'abbaye royale et de la ville de Tournus, avec les preuves, e dalla Ex chronico Ternociensis.

Ugo II da Costanza non ebbe discendenza.

### Fonti primarie
- (LA)  Monumenta Germaniae Historica, Scriptores, tomus III.
- (LA)  Recueil des Chartes de Cluny, tomus 4.
- (LA)  Recueil des Chartes de Cluny, tomus 3.
- (LA)  Recueil des historiens des Gaules et de la France. Tome 11.
- (LA)  Cartulaire du prieuré de Paray-le-Monial, ordre de Saint-Benoît.
- (LA)  Histoire de l'abbaye royale et de la ville de Tournus, avec les preuves.

### Letteratura storiografica
- René Poupardin, I regni carolingi (840-918), in «Storia del mondo medievale», vol. II, 1979, pp. 583–635
- Louis Halphen, Il regno di Borgogna, in «Storia del mondo medievale», vol. II, 1979, pp. 807–821
- (FR)  Histoire de Chalon-sur-Saône.
- (FR)  Histoire de Chalon-sur-Saône du VIIIème au XIIIème.
- (FR)  André Duchesne, Histoire généalogique de la maison de Vergy.